# 旗本
旗本（はたもと）とは、元来は戦場で主将の旗下にあって主将を護衛する武士団のことを指す。
一般的には江戸時代の徳川将軍家直属の家臣のうち石高が1万石未満で御目見以上の家格だった武士の身分を指す。これに対し、御目見より下の家臣は御家人といった。維新後は、朝臣・静岡藩士・帰農商のいずれかの道を進み、朝臣と静岡藩士になった者は士族に列した。勲功者、維新立藩、南朝忠臣家などごく一部の旧旗本家のみ華族に列した。

## 戦国時代の旗本
戦国時代には、主君の指揮下に属する直属部隊の家臣を指す場合もある。おもに譜代の家臣で編成され、戦闘時には主君の本陣備を構成した。
戦国大名家における幕下層（国人領主等）は軍事的に大名家に従属していたものの独立的軍団を構成しており、領国経営においても独立性が強く、離反も珍しくなかった。これに対し、直属の家臣であった旗本は主君にとって信頼できる存在で、戦国大名家の政治権力においても中心的な役割を果たしたと考えられる。例えば、上杉謙信の家臣の千坂景親のように戦闘時に常に本陣周辺に配置されるため、華々しい戦果を残すことはあまりないが、大名家の家臣団の中枢を担ったのは旗本家臣層であった。

## 江戸幕府の旗本

### 定義
江戸時代における旗本とは将軍の直臣で禄高1万石未満のうち、将軍への謁見が許される「御目見」以上の家格の者を指す。一方「御目見」が許されない家格の直臣は御家人という。旗本と御家人を合わせて直参（じきさん）と総称した。
江戸時代初期には「旗本」の語は幕臣一般の総称として使われていたので、旗本と御家人の区別は明確ではなかったが、17世紀後半以降に「御目見」以上かそうでないかで両者を明確に区分する風潮が定着した。

### 数と構成
旗本の数には変遷があるが、寛政年間には5300人ほどであった。俗に「旗本八万騎」などと呼ばれたのは幕府の軍役規定に基づき旗本たちが召し抱えることになっていた陪臣6万7500人を含めたものだと考えられる。
旗本の出自は三河以来の譜代の家臣を中心として、戦国期の徳川家の膨張により支配下に組み込まれた駿河国・甲斐国・信濃国などの武士団、大名や旗本の分家、名家の子孫、御家人などから登用された者など様々であった。
また特殊な旗本として旗本でありながら参勤交代を行った交代寄合、旗本の中でも家柄がいい家を集めて儀式典礼や朝幕関係を司らせた高家があった。交代寄合と高家は一般旗本より家格が高かった。

### 旗本の役職
旗本の役職は軍事を司る番方と行政を司る役方に分かれており、はじめは番方の方が重視されたが、幕府行政の複雑化に伴い役方が重視されるようになった。番方は江戸城や二条城、大坂城の警衛、将軍への随従等に当たった役職の総称で、大番・書院番・小姓組・新番・小十人組の五番方があった。役方は町奉行や勘定奉行など行政・司法・財政などに関する諸役である。こうした役職に就くと足高や役料が支給される場合がある。また役職に付随する形で侍従・諸大夫・布衣といった官位や服制が付与された。
家禄3000石以上および布衣以上の役職にあった無役の旗本は寄合、それ以下の無役の旗本は小普請に列した。寄合と小普請は役職に付かない代償として禄高に応じた小普請金を幕府に上納させられた（100石までは1両、それ以上は100石増すごとに1両2分加算）。

### 俸禄
旗本の俸禄は200石以上であることが多く、それ以下だと御家人か一代抱えであることが多いが、例外もある。
旗本の俸禄には知行取と蔵米取の別があった。知行取とは、百姓（農民）が暮らしている土地を領地として与えられ、領地内で暮らす百姓から年貢として生産物の一部を徴収する領主になることである。知行3000石以上の旗本は領地に陣屋を設置して直接に領地支配にあたった。 一方3000石以下の旗本は領地支配は幕府の代官に委ねて年貢だけ徴収した。
一方蔵米取とは幕府が直轄領の百姓から徴収した年貢である蔵米の内から決まった額の米を支給される者である。蔵米取には切米取、現米取、扶持米取の3種が存在するが、もっとも多かったのが俵高で表示される切米取である。1俵は3斗5升の割合で計算されるので切米100俵であれば35石の米が幕府の米蔵から支給される。
御家人はほとんどが蔵米取だが、旗本は知行取が多く、18世紀後半の知行取の旗本は2908人で都合275万石余、蔵米取の旗本は2030人で都合45万俵余となっている。一方領地を直接支配した3000石以上の旗本となると全旗本5000家中250家程度にとどまる。
なお100石の知行所の広さとは土地の状況によっても異なるが、上田一反三石として、これを五合摺として一石五斗なので、おおよそ七町前後の田んぼである。付随した畑や山林も含めると十町の2倍から3倍ぐらいの土地が100石になると思われる。土地持百姓を一軒一町と計算すれば六、七軒の土地持百姓がいることになるが、実際には数町歩の百姓もいれば小作百姓もいるので、だいだい100石の土地には十軒前後の百姓が生活していると考えられる。

### 軍役や暮らし向き
旗本は原則として江戸在住が義務づけられていた。またすべての旗本は幕府の軍役規定により一定の人馬と武器を負担しなければならなかった。

#### 100石級
100石級は諸藩では中士と呼ばれることが多いが、江戸幕府では100石級は「御目見」以下の御家人であることが多く、「御目見」以上の旗本であることは稀である。小十人組は百俵でも「御目見」以上であるので旗本というのであろうが、小十人組は勤めなので十人扶持がもらえる。なので小十人組は非役の百石・百俵よりはだいぶマシだったが、それでも「百俵六人の泣き暮し」と陰口されるほど倹約しても悲惨な生活を送った。
交代寄合に120石の岩松家がある。同家は新田家の支流にあたり（そのため明治以降に新田に改姓して華族の男爵家に列す）、家格だけは一般旗本より上位だったが、家禄は120石と旗本の中でも最低水準に近く、極貧生活を送った。幕末期の当主岩松俊純（維新後の新田俊純男爵）は糊口を凌ぐためにネズミ除けの猫の絵を描くなどしていたという。
百俵御家人は組屋敷（御家人は組頭の下に一か所に固まって「組屋敷」と呼ばれる屋敷町を作っていた）だが、旗本であれば百石でも開き門（両扉のある門）の構えである。ただし門番はいない。屋敷は旗本でも御家人でもない御目見以下の抱筋の130俵か230俵の町奉行配下与力が二百、三百坪ぐらいなので御目見の小十人組だともう少し広い屋敷を拝領したらしい。
100石取りは軍役により槍1本を持ち、登城には槍持と中間を連れて行かねばならず、家庭内にも下女や下男を使うことになっているのだが、収支の均衡から考えてそんな人数を使うのは不可能である。たいていは中間1人と下女1人ぐらいである。ちなみに当時の使用人の給料は現代では考えられないほど圧倒的に低いので、現代で使用人を使う感覚と同じに考えることはできない。現代では使用人が一人でもいれば裕福な家と見なされようが、当時は100俵級の貧乏武士も一人ぐらい使用人を使ったのである。

#### 200石級
例外もあるが、基本的に200石取り以上が旗本であることが多い。200石級の旗本であれば軍役規定により侍1人、草履取り1人、槍持1人、馬の口取1人、小荷駄1人の計5人の使用人と主人用の馬1頭を用意し、事があればそれを引き連れて戦場に参じなければならない。が、実際には200石程度の旗本では馬を持つのは困難であり、5人の使用人も用意できる者は少なかった。
拝領する屋敷は600坪位で門は片番所付の長屋門である。
200石級旗本の生活は極めて苦しく、借金生活を送ることが多い。槍持と草履取は登城に欠かせないことから切り詰めることはできないが、若党や中間は経済状況に応じてよく減らされたため、200石の旗本の屋敷の門は門番無しのことが多く、徳利門番（潜りの脇門に緒をつけた徳利を釣瓶式に仕掛けて置く）の風習も生まれた。
非役であれば槍持、草履取りに中間下男の役を兼ねさせて2、3人の使用人で足りさせなければ、とても生活してゆけなかった。槍持、草履取らの給料が合わせて8両で下女が1両2分とすると、調味副食糧で7両で合計16両2分。残り64両で妻子入用、主人の交際費、吉凶費、武具武器の修理、家の修繕費等を出さねばならない。馬を飼ったりしたら飼育料だけで10両、さらに馬の口取の給料と食扶持がかかるので、馬一頭を持つ立場でありながら、そんなことはとても不可能だった。
生活困窮者の多い小禄旗本は六公四民などの高年貢を取り立てたり、領地の百姓の倅を引きずり出してきて中間や若党としてただ働きさせるといった悪領主となることが多かった。

#### 300石級
300石取りの軍役は侍1人、甲冑持1人、槍持1人、馬の口取1人、小荷駄1人、草履取1人の計6人である。
300石でこんなに抱えるのは困難であり、たいていは渡り用人や渡り小姓を使い、1人ぐらいが譜代の侍である。こうした小禄旗本に仕える侍が町人から「三一（さんぴん）」と陰口された三両二分一人扶持の最貧層の武士である。三一侍は女も買えないし、結婚もできないし、現代と違って年々昇給などしないので、もっと率のいい仕官口を見つけられなければ（大名や大身旗本の家臣は家で固定されているためまず見つからないが）、死ぬまで三一の極貧生活である。若党や中間はさらに薄給で、下女に至ってはせいぜい1両といったところである。江戸中期以降には物価が上がって茄子鴨焼の初物が7両するのに三一侍たちは相変わらず年収三両二分一人扶持だった。彼らは一本3両する初鰹など見たこともなく、せいぜい豆腐を拍子木に揚げたあぶたまを菜に酒2合と飯の120文を御馳走とする生活である。それ以下の若党や中間はさらに悲惨を極め、16文の夜鷹蕎麦屋か、8文の金時蕎麦と、したみ酒くらいしか知ることはなく死んでいく。
ここまで人件費を切り詰めても300石級旗本ではぎりぎりの生活であり、使用人にも内職をさせねば、とてもやってはいかれない。また300石旗本は往々にして借金生活を送った。
200石級旗本よりはわずかに暮らし向きは良かったものの生活困窮ぶりに大差はない。300石や400石程度の旗本では娘を吉原に売る例も見られる。

#### 400石級
400石取りの軍役では侍が2人になり、合計9人である。が、実際には用人・若党で3人も常傭していたらいい方である。
屋敷は片番所付きの長屋門の屋敷六七百坪ぐらい。400石程度の旗本では門番を数人も雇うのは無理なので二人が交代で務めることが多い（家によっては特定の門番はなく侍若党が交代で務めたり中間が代行するところもある）。
用人・若党は3、4人使うが、だいたいは2、3人に倹約する。槍持、挟箱持、草履取は登城に必要であり、400石級となれば馬も飼わねばならないので馬の口取も必要である。さらに炊飯下男、下女2人くらいを置くとなると10人くらいの使用人を持つことになる。しかし年収160両程度にはなる400石級旗本なら使用人を減らしたり、切り詰めた生活を送れば、何とか回していけるといったところである。ただ江戸中期以降は諸物価が高騰していたので大して楽というわけでもない。

#### 500石級
500石取りの軍役は侍2人、甲冑持1人、槍持1人、馬の口取2人、小荷駄2人、草履取1人、挟箱持1人、立弓1人の計11人である。馬の口取2人ということは馬2頭を飼わねばならないということである。しかし500石の旗本ですら馬1頭飼っていればいい方だったらしく、中には馬に乗れない未熟者もあったという。
500石以上はあまり共連れを省略してしまうと家禄が低いように思われて世間体に響くのでなるべく軍役通りの共ぞろえをしようとする。平時の登城では侍2人（やはり最貧の三両二分）、槍持、草履取、馬の口取、挟箱持、中間の7人ぐらいの共連れをした。屋敷内には用人、門番、若党、炊飯下男、そして下女の4、5人はいないと500石の格がつかなかった。
元禄期に500俵以上の蔵米取は知行所に変えられたため、500石以上は大半が所領持ちである。500石以上になると知行所への連絡事務や収貢の取り扱いの係が存在した。このように500石以上になってくると使用人たちの職務分担がされはじめるので簡単に使用人を略すということができなかった。
旗本は500石前後が中堅で、役職もこの階級あたりからいい役職に付ける場合が出てくる。500石高の小納戸衆に500石の旗本がなることが多かったが、これは持高勤めにでき、役職手当を出さなくていいからだと思われる。

#### 600石級
600石取りの軍役は侍3人、甲冑持1人、槍持1人、馬の口取2人、小荷駄2人、草履取1人、挟箱持1人、立弓1人、鉄砲1人の計13人である。
600石ともなると用人は支配人兼家老の立場で家政を取り仕切るようになり、使用人たちの取り締まりが厳しくなってくる。侍も4、5人はいるので3両2分1人扶持（三一）しか払ってなくても食扶持だけで負担は大きい。馬も2頭持つ必要が出てくる。門番は二人から四人ぐらいで交代でつかせる。奥の女中も奥様に付いたり諸雑用をやる者が2人ぐらい、下女は台所と洗濯掃除で3人ぐらい、炊飯下男1人ぐらいがある。
600石級の屋敷はだいたい七百、八百坪ぐらいで片番所付きの長屋門である。中間も5、6人はいるから中間部屋が大きくなる。中間は主に知行所の水呑百姓の倅を強制連行してきて確保して給料を略し、副食代も知行所から出させるから様々なところで経費が浮くはずだが、江戸中期以降は物価高と旗本の諸色万事派手のせいでなかなか厳しい財政だったようである。

#### 700石級
700石取りの軍役は侍4人、甲冑持1人、槍持2人、馬の口取2人、小荷駄2人、草履取1人、挟箱持1人、立弓1人、鉄砲1人の計15人である。
平時の登城では侍3人から4人、挟箱持、中間、草履取、馬の口取、槍持ち2人が必要で槍は本来は2本だが、ほとんど1本槍でもう1人は手替になっている。合計10人ぐらいの供ぞろえである。
屋敷内では用人、侍、馬の口取、門番、女中、飯炊きなどで16、7人ぐらいは使う。600石・700石あたりは比較的余裕があり、なまじ堅苦しい1000石以上よりも気楽な生活がおくれたという。小普請に入れば年に14両の小普請金を収めているだけで、年貢を4公6民で取るとして実収280石、金にして280両の消費生活ができる。先祖の家柄の上に寝そべって毎日遊んで暮らせるというもので、それゆえに江戸幕府の中級の士は役に立たない者が多かった。

#### 800石級
800石取りの軍役は侍4人、甲冑持2人、槍持2人、馬の口取2人、小荷駄2人、草履取1人、挟箱持1人、立弓1人、鉄砲1人、沓箱持1人の計17人である。
800石あたりからは知行所が2カ村以上に渡り始めるので、なるべく使用人を多くの知行所から使って安上がりにする。
800石級の拝領屋敷はおおむね加筆八百、九百坪で長屋門の門番所付である。中間階級も10人近くいるので大部屋が存在する。

#### 900石級
900石取りの軍役は侍5人、甲冑持2人、槍持2人、馬の口取2人、小荷駄2人、草履取1人、挟箱持2人、立弓1人、鉄砲1人、沓箱持1人の計19人である。
登城は侍4人、槍持2人、馬の口取、挟箱持2人、草履取、中間の11人ぐらいを共連れにする。しかし侍の給料はやはり三一である。使用人は最底辺の賃金で働かせる一方主人は猟官運動に借金しても金を使う。そのためこうした旗本家の雇人は中間部屋で内職をしたり、武家屋敷に町奉行所の手が入らぬことを利用して賭場を提供したりした。大身旗本や大名家の屋敷だと出入りに厳しいが、この規模の旗本屋敷は出入りが比較的緩いので賭場にするのに持って来いだった。
こういう輩が多い階級なので劣悪な無能が多く、幕府が瓦解した後、新政府の兵学校生徒募集試験の折、応募してきた元900石級旗本が「酒井雅楽頭」「井伊掃部頭」の文字を読めず「がらくのかみ」「はらいべのかみ」と呼んだりして失笑を買ったりしていた。

#### 1000石級
1000石取りの軍役は侍5人、立弓1人、鉄砲1人、槍持2人、甲冑持2人、草履取2人、長刀1人、挟箱持2人、馬の口取2人、押足軽1人、沓箱持1人、小荷駄2人の計21人である。馬は主人の乗用と乗換用2頭に小荷駄用2頭を用意しておくことになっていたが、大半はせいぜい乗馬2頭だけ用意した。
拝領する屋敷はおおむね三十間四方九百坪ぐらいで門は門番所付長屋門である。家臣の侍のうちから用人が選ばれて主人出勤中の屋敷の表を取り仕切り、奥には女中が奥様付きの老女を筆頭に5、6人いた。 
1000石取りは四公六民とすれば400石の収入であり、使用人を三十人ぐらいとして、それらへの食料を53石程度と見積もると347石が残り、使用人への給料や諸経費を賄っても生活は比較的安定していた階級だったといえる。 
またこの階級は幕府要職に就くことも多く、目付や使番などが適当な勤め場所だった。 

#### 2000石級
2000石取りだと軍役は侍8人、立弓1人、鉄砲2人、槍持5人、手明1人、甲冑持2人、手替1人、長刀1人、草履取1人、挟箱持2人、手替1人、馬の口取4人、沓箱持2人、雨具持1人、押足軽2人、小荷駄4人の合計38人である。平時はこんなに男性は使わないが、その代わりに女の使用人が多く、合わせるとだいたい30人ぐらいの使用人があった。 
このあたりの階級からは数が少なくなるので、たいてい何かしらの役職を務めるようになる。 
屋敷はだいたい三十三間四方約千坪くらいであり、門は門番所付長屋門である。 

#### 3000石級
3000石取りの軍役は侍10人（馬上共）、数弓2人、鉄砲3人、槍持5人、手替1人、立弓1人、長刀1人、馬印2人、草履取1人、挟箱持2人、手替1人、雨具持1人、馬の口取4人、沓箱持2人、押足軽3人、二騎口付2人、若党2人、具足持2人、槍持2人、箭箱1人、玉箱1人、小荷駄4人の合計56人である。人数で言えば軍隊における一個小隊とほぼ同数である。
また主人の他、侍2人にも200石級に当たる者が2騎いなければならない。しかし実際には騎士2人が200石もらうことはまずなく、せいぜい100俵くらいが支給されたにすぎない。これが家臣の中で主だった者となり、大名家で言えば家老に当たる。この下にも50俵や何両という下級侍が8人いる。そのため屋敷内には彼ら用の長屋がある。
屋敷はだいたい四十間四方位で門は屋根の出張った門番所付長屋門である。
この階級からは領地に陣屋を設けて直接領地の支配にあたる。またこの階級から無役の場合も小普請ではなく寄合と呼ばれるようになる。

#### 4000石級
4000石取りの軍役は騎士3人、数弓2人、鉄砲3人、槍持5人、手替2人、侍9人、立弓1人、甲冑持2個4人、長刀1人、馬印3人、挟箱持4人、草履取1人、茶弁当1人、坊主1人、馬の口取4人、沓箱持2人、雨具持1人、押足軽4人、箭箱2人、玉箱2人、三騎の口付3人、若党3人、長持一棹4人、小荷駄五疋5人、槍持3人、具足持3人、小者3人の計79人となっている。戦時に主人に茶弁当と坊主がつくのはこの階級からである。馬は10頭飼うことになっていたが、実際には3、4頭といったところである。
この階級から主人の登城は駕籠になり、4人に担がせる。共連れの侍は6人から7人、押足軽1人、草履取1人、挟箱持1人、雨天の時は傘持1人、共槍は1、2本、若党2、3人ぐらいを連れる。
忠臣蔵で著名な高家の吉良家が4200石でこの階級だった。赤穂浪士の本所吉良邸討ち入り時に吉良邸にいた家臣の数は諸説あるが、家老から中間小者まで含めて60から70人ぐらいではないかと推測されている。幕府の調べでは「中間小物共八十九名」とあり、桑名藩所伝覚書では「侍分の者四十人程。雑兵百八十程」としているが、4200石の吉良家では多すぎるので疑わしい。なお召使の下女や妾は討ち入り時には不在だった。本所の吉良邸見取り図はここを参照。
4000石の実収はだいたい1600石として、家族使用人を55人とみてその食扶持100石を差し引いても1500石残る。主だった侍の家臣に少しばかり高い禄を払ったとしても侍全部で500石か600石ぐらいで、さらに扶持諸雑費引いても450両ぐらいは残ろうから、主人側の暮らしは楽な階級である。
拝領される屋敷は2000坪ぐらいである。知行所は場所にもよるがだいたい8ヶ村ぐらいである。余裕のある階級なので遊惰な旗本が多く、天明5年（1785年）には藤枝教行というこの階級の旗本が新吉原大菱屋お抱えの遊女綾衣と情死する事件なども起きている。

#### 5000石級
5000石取りの軍役は騎士5人、数弓3人、鉄砲5人、槍持10人、手替3人、旗指6人、侍9人、立弓1人、手筒1人、長刀1人、甲冑持4人、馬印3人、草履取1人、挟箱持4人、茶弁当1人、坊主1人、馬の口取4人、沓箱持2人、雨具持1人、押足軽4人、箭箱2人、玉箱2人、五騎の口取5人、若党5人、槍持5人、具足持5人、小者5人、長持一棹4人、小荷駄五疋5人の計103人となっている。
5000石級の旗本家の騎士は家老格の用人でよくて200俵で、大半の騎士は100俵前後だった。侍9人は3両2分1人扶持（三一）か、それに毛が生えた程度である。四五十間四方の屋敷を拝領し、知行地にも陣屋を持つ。登城は4人に担がせた駕籠に乗り、槍は二本立て、30人ぐらいの供連れになり、ちょっとした大名行列にも見える。
5000石以上の役高の職で旗本になれる役はなく、この階級からはほとんどが持高勤めとなる。そのため昇進を心掛けなくなり、無能者が多かった。

#### 9000石級
9000石取りの軍役は騎士8人、手替3人、数弓10人、鉄砲15人、槍持20人、手替3人、旗指6人、宰領1人、侍14人、立弓2人、手筒二挺2人、手替1人、長刀2人、甲冑持4人、茶弁当1人、坊主1人、雨具持1人、押足軽5人、箭箱2人、草履取1人、馬の口付6人、沓箱持3人、手替1人、玉箱2人、八騎の口付8人、若党8人、槍持8人、具足持8人、小者8人、長持一棹4人、宰領1人、小荷駄九疋9人の計193人となっている。
1万石を超えると大名になるので旗本としては最高峰が9000石代となる。とはいっても該当するのは9500石の横田家1家のみである。ここまでくると1万石級小大名との差はわずかであり、横田家の家政組織も小大名に準じており、家政、家老、奥には奥用人、老女がおり、ほとんどが小大名並みである。また8000石級以上の旗本は江戸の上屋敷と知行所の陣屋のほかに抱え屋敷という下屋敷も有していた。8000石級以上は部下に与える俸給も他の旗本より高めで、三一もいるが、徒士あたりでも三十俵位はやれる。参勤交代はじめ大名格式に伴う雑多な支出がかからないので1万石小大名より横田家の方が楽だったであろうとみられる。

## 明治維新後

### 徳川幕府滅亡と旗本所領収公
15代将軍だった徳川慶喜は、慶応4年（1868年）1月3日から4日にかけて京都で鳥羽伏見の戦いを起こすも惨敗して江戸へ逃亡。朝廷は7日付けで慶喜追討令を下したが、同時に「仮令賊徒ニ従ヒ譜代臣下之者タリトモ悔悟憤発、為国家尽忠之志有之候輩ハ寛大、思食ニテ御採用可被為在候」とあるように、朝敵徳川家に従う譜代臣下であっても悔悟憤発して国家に忠誠を尽そうという志を持つ者には朝廷への帰順を許す道を開いている。
鳥羽伏見の戦い後、西国の旗本領や朝敵藩の領地は朝廷に収公され、官軍諸藩にその仮管理が任された。たとえば1月12日には山陰道鎮撫総督西園寺公望の命令で福知山藩が丹後国久美浜やその周辺の旗本領の管理を任され、同月27日には土佐藩に近江国内の会津藩領および旗本領の管理が任されている。2月14日には東海道先鋒総督橋本実梁より大垣藩主戸田氏共に美濃国の旗本領の管理が命じられ、2月17日には北陸道先鋒総督高倉永祐より福井藩主松平茂昭に越前国の旗本領の仮管理が命じられている。また、有栖川宮熾仁親王を大総督（総司令官）とした東征軍が、江戸幕府征伐のため東進していたので、その移動に伴って仮管理される旗本領は刻一刻と増えていた。
こうして江戸に定府する旗本たちは領地を喪失。蔵米取りの旗本も幕府領収公のため同じ運命だった。一刻も早く朝廷に帰順しなければ、収入の道は完全に絶たれる状況に置かれた。
江戸へ逃亡した後の慶喜は、1月22日に譜代大名ではなく、旗本からなる幕府新人事を行うが、まもなく朝廷に恭順することを決意。2月3日に江戸の旗本たちに対し、采地に就いて朝命を遵奉すべきことを通達。これ以降、旗本の多くが江戸を離れていった。徳川家が幕臣に徳川家（江戸）から離れることを望んだのは、それが朝廷への帰順姿勢の表明になると考えたためだと思われる。
慶喜自身も2月12日から上野寛永寺で謹慎に入り、幕閣勝海舟に後事を託し、勝と東征軍参謀西郷隆盛の会談の結果、4月11日に江戸城は無血開城。徳川幕府は名実ともに滅亡した。

### 幕臣から朝臣へ
徳川幕府滅亡の過程の中で、多くの旗本が、朝廷の朝臣にしてもらうための請願運動を展開した。早いものでは、まだ慶喜が朝命遵守の通達を出す前の慶応4年1月末に高家や交代寄合といった特殊な旗本たちが集団で勤王誓書を政府に提出して朝臣編入を請願している動きがある。高家らの幕府からの逃げ足の早さは、彼らの旗本としての特殊性（徳川幕府に対する相対的な自立性）が背景にあると思われる。
2月3日に慶喜が采地に赴いて朝命を遵守するよう旗本たちに通達すると、さらに急増する。旗本たちは采地に向かうという名目で江戸を離れる許可を得ると、政府に本領安堵してもらうため京都に殺到し、次々と勤王誓書を提出した。政府議定松平慶永（春嶽）は「陸続徳川の家臣、朝臣となり候を願い候者有之、皆上京せり。実に千を以て数ふ也」とその状況を記している。続々と京都にやってくる旗本たちに対して政府の内国事務局は、4月23日に次の取り調べ項目を報告するよう命じている。
- 一、知行高・知行所付、並に高、陣屋在所
- 一、年齢席順、家督以後相勤候役向
- 一、諸侯（大名）に本系有之候はゝ、其筋並に家筋由緒の義、大簡易に書記。
- 一、上京着日限、並正月三日以後御用筋相勤候面々
- 一、武器所持の数類

その報告書を提出した上京旗本たちに対し、政府は5月15日付けで、朝敵徳川慶喜の臣である旗本は、本来ならば、個々人の反逆事実の有無と無関係に減封されるべきところだが、現在賊党となる旗本もある中で、朝廷に忠義を尽くすため上京してきた者に減封処分を下すのは忍びないとの格別の叡慮（天皇の御意向）があったため、本領安堵する旨の達を出した。そして翌日（5月16日）に参内を許された上京旗本たちは、本領安堵への感謝と、五箇条の御誓文の奉体、子孫永世にわたって違背なく王事に尽すことを天地神明に誓うことで、朝臣に列することを許された。
帰順を早くから願い出て朝臣となった旗本は「早期帰順者」に分類された。「早期帰順」の基点を明確に定めた法令はないが、概ね江戸城開城以前に帰順を願い出た旗本は「早期帰順」と認められたようである。早期帰順した旗本は、政府の支配力が行き届いていた西国の領地持ちか、室町時代の守護の末裔や近世大名の分家筋などで徳川家臣というより独立的な領主だった家が多く、こうした旗本家は勤王に転じやすかった。
ただし本領安堵といっても、それは旧来の封建領主としての地位の保障ではなく、貢租徴収権の保障という意味である。本領安堵直後の5月24日付けで、万石以下の領地の行政や司法に関する権限は私領・寺社領問わず、すべて府県に吸収されることが布告されているので、旧来のように旗本が領主として高札を建ててお触れを出したり、村役人の人事を仕切ったりすることは禁止された。
江戸城開城後ぐらいのころから遅れて朝臣となったことで早期帰順の認定を受けられなかった40石取り以上の知行取り旗本（非早期帰順者）は、8月22日の鎮守府達により有功者を除いて原則として所領は収公され、蔵米取に変更された。その計算として1万石未満から40石以上の知行取りは、1000俵から40俵の範囲に削減された（下記表参照）。さらに後述する明治2年12月2日の禄制改革も免除とはならないので、非早期帰順の朝臣は二重削減される。そのため早期帰順したか否かは死活的に重要だった。たとえば旧来の草高が1000石だった旗本が早期帰順せずに朝臣となった場合、まず明治元年12月に300俵に削減され（幕府の蔵米は1俵を3斗5升としたので1石＝1俵で草高300石）、ついで明治2年12月の禄制改革で現米高28石に減る。現米高は全額が実収だが、旧禄は旧幕府の「三割五分の免」によって草高の3割5分が実収だったので、実収比較だと大政奉還時と比較して8％にまで減る計算となる。
| 元高               | 元高                                | 新禄高   | 新禄高     |
| 草高               | 左の現米高 (旧幕府の3割5分免による) | 俵       | 左の現米高 |
| ------------------ | ----------------------------------- | -------- | ---------- |
| 1万石以下5000石迄  | 3500石以下1750石迄                  | 1000俵   | 350石      |
| 5000石以下3000石迄 | 1750石以下750石迄                   | 500俵    | 175石      |
| 3000石以下1000石迄 | 750石以下350石迄                    | 300俵    | 105石      |
| 1000石以下500石迄  | 350石以下175石迄                    | 200俵    | 70石       |
| 500石以下300石迄   | 175石以下75石迄                     | 150俵    | 52.5石     |
| 300石以下200石迄   | 75石以下70石迄                      | 100俵    | 35石       |
| 200石以下100石迄   | 70石以下35石迄                      | 50俵     | 17.5石     |
| 100石以下40石迄    | 35石以下14石迄                      | 40俵     | 14石       |
| 40石以下           | 14石以下                            | 変更無し | 14石以下   |

5月28日には、旧旗本の朝臣は、上から順に中大夫（元高家及び交代寄合）、下大夫（元寄合・両番席以下席々1000石以上の一般旗本）、上士（元両番席以下席々1000石以下100石までの一般旗本）の三階級に区分された。朝臣の統制は、各階層ごとに任命された触頭が触下の朝臣を統括編成する形式が明治4年11月の触頭制度廃止まで取られた。
朝臣化した旧幕臣の管理を担当した政府の部署は、明治元年10月までは鎮守府、10月以降は行政官、明治2年7月の職員令施行後は弁官だった。
急増する朝臣を持て余すようになった政府は、明治元年9月20日に、25日をもって朝臣願の提出を締め切ることを布告。この背景には、戊辰戦争の戦況があると思われる。9月22日に会津藩、24日に庄内藩が降伏し、反政府派の武装蜂起はほぼ鎮圧された状態となった。こうなると、政府にとって旧旗本を懐柔し、政治的安定に努めることの重要性は低下する。これ以上旧旗本を朝臣として抱えても財政負担が増えるだけなので締め切ったのだと思われる。
またこの布告の際に上士以下の朝臣については、支配と附に分けられた。東京在住の旧幕臣（旧旗本と旧御家人）のうち5000人前後が朝臣になったと見られ、うち中下大夫士は330人余、その下の行政官支配は1200人、附は3700人前後であった。

### 朝臣以外の道
旧幕臣には朝臣となる道以外に慶応4年5月24日に70万石の静岡藩（駿府藩）の藩主に任じられた徳川宗家16代当主徳川家達に随従して静岡に移住し同藩藩士になる道、暇乞いして帰農商する道もあった。
内訳は朝臣に転じたのが5,000戸ほど、駿府へ移住したのが12,000戸ほど、帰農商したのが3,600戸ほどだった。500石以上の旗本の大半は朝臣に転じており、静岡藩士になるのは小禄の者が多かった。静岡藩士および帰農商した旗本家の家禄は政府により収公された。朝臣、静岡藩士、帰農商、3つの道いずれからも外れた旧旗本は脱籍浮浪取り締まりの対象となった。

#### 静岡藩士
旧徳川幕府は文久元年（1861年）時点で3万2000人以上の家臣（布衣約870人、御目見以上約5900人、御目見以下約2万5000人）を抱えており、明治に入り、この大量の旧幕臣をどう処分するのかは、政府にとっても、静岡藩にとっても頭の痛い問題だった。
幕閣から静岡藩重臣に横滑りした勝海舟は、70万石の静岡藩には藩士は5000人で十分であり、それ以外の旧幕臣は朝臣化か、帰農工商させるべきと考えた。慶応4年6月中に静岡藩は、旧幕臣の処遇を巡って政府と交渉を重ね、できる限り多くの旧幕臣を朝臣化させて政府に押し付けようと図り、朝臣編入希望者を募って名簿を作成して政府に提出し、政府もある程度は応じたものの、すでに大量の朝臣を抱え込み、その財政負担に苦しんでいた政府は、8月2日に静岡藩に朝臣希望者名簿の提出の中止を命じ、今後は希望者が直接政府に申請する方針に変更したのを経て、9月20日には同月25日をもって朝臣願の出願を締め切ることを布告した。また旧幕臣の中にも徳川家の臣を離れて朝臣となることを良しとしない者も少なくなく、藩の朝臣化斡旋作業は滞った。
そのため、静岡藩はそのキャパシティを大きく超過する大量の旧幕臣を抱えて静岡移住を余儀なくされた。9月から11月にかけて旧幕臣の静岡移住が行われたが、静岡藩は移住者に家禄を保障せず、大半は無禄移住だった。
当初、静岡藩は、無禄移住者を帰農させ、その武士身分を取り上げ、年貢を徴収されるだけの完全なる被支配階級に落とすことで藩の負担を軽くしようと試みたが、武士身分を誇ってきた旧幕臣から強い反発を招き、結局12月下旬には無禄移住者を勤番組という正式な藩士階級として組み込まざるを得なくなった。これに伴って、幕臣時代の旧禄高が3000石以上には五人扶持、1000石以上には四人扶持、500石以上には三人扶持、100石以上には二人半扶持、20俵以上には二人扶持、20俵以下には一人半扶持と、わずかながらも扶持米が支給されるようになった。
この支給額は禄制改革後の他藩と比較しても低すぎたので、明治2年11月には、5人扶持は10人扶持（現米18石）、1人半扶持は4人扶持（同7.2石）といった具合に2倍から3倍の増額が行われている。またこの際に後から藩士になった者は3人扶持と定められた。
しかし増額後も静岡藩士の家禄が非常に低かったことに変わりはない。藩士の多くは、扶持米だけでは、とても食っていかれなかったので、結局は農工商業に従事したり、内職して生計をつないだ。旧幕臣を土着帰農させるという静岡藩の方針にも変更はなかった。藩士の身分を認めたり、わずかながらでも禄を出したのはガス抜きに過ぎない。藩は、藩士の土着帰農によって開墾と開墾地の茶園化を推進した。
静岡藩士の旗本だったころと比べての没落ぶりについて、駿府病院の病院頭並だった坪井信良は兄に宛てた手紙の中で、これまで男女数十人を召し使ってきた旗本の奥方が自分で豆腐や酒、油を買い歩いていることを記している。
静岡藩士の家禄は、朝臣になった旧旗本の家禄と比較しても圧倒的に低い。わかりやすいのは、小菅世雄の例である。小菅は、江戸時代には表高1500石の旗本だったが、静岡藩士となった後の家禄はわずかに現米14石4斗（八人扶持）である。明治9年の秩禄処分の際に小菅が受領した金禄公債も14石4斗分だが、この時に小菅は、明治2年12月2日布告によれば自分は本当は90石だと言い張り、その差額分の金禄公債を請求している。しかし、政府は「明治二年十二月二日ノ布告ハ中下太夫士以下ノ禄制ニシテ各藩士族卒ニ適用スヘキモノニアラス」としてこの請求を却下している。現米90石は、1500石旗本が朝臣（早期帰順）になった場合の家禄であり、朝臣ではなく静岡藩士の道を選んだ小菅には関係ないのである
だが、同じ1500石旗本でも、朝臣（早期帰順者）になれた者は現米90石、静岡藩士の道を選んだ者は現米14石4斗と、6倍以上の家禄差が生じるということである。なお、朝臣であっても非早期帰順者の場合は、二重削減を食らうので、1500石旗本だと現米35石である。

#### 帰農商
帰農商した旧幕臣には、国からも静岡藩からも家禄は支給されない。また、帰農商は、武士の身分を捨てるということでもあるので、旧幕臣にとって極めて屈辱的なことだったようである。しかし静岡藩が、旧幕臣たちに対し、朝臣化もしくは帰農工商化を強く推奨したため、この道を選ぶ旧幕臣も少なからずあった。
この道を選んだ旗本で知行取りだった者は旧領だった地域に移住して、旧領民たちに援助してもらって帰農する者が多かった。
他方江戸を離れたくない者や、蔵米取だった旧幕臣の多くは商人に転じている。旗本だった三嶋政養の日記によれば、江戸が東京に変わった明治元年8月ごろから旧幕臣たちが様々な商売を始めるようになり、旗本屋敷の長屋を店に改造する者も現れたという。根来組与力の家に生まれた明治の小説家塚原渋柿園によれば、帰商した幕臣の多くは汁粉屋、団子屋、炭薪屋、古道具屋等をやっていたという。しかしその大半は経営に失敗して1年以内には店を閉めているようである。帰農商組の中には生活の困難や当初の計画通りに行かなくなったことなどで後に静岡藩に帰参した者もある。

### 旗本の封建領主の地位と家禄の解体過程
明治2年に入っても、封建的領地を維持していた旧旗本は、明治初年に朝廷に早期帰順して本領安堵を受けた朝臣のみである。府県から独立して存在していた大名領（藩領）と違い、朝臣領は、府県の中に設定されている。ただし、前述の通り、朝臣に許された本領安堵とは貢租徴収権のことであり、領地の行政権や司法権は府県に回収されていたので、封建領主としての彼らの地位はすでに大きく揺らいでいた。
明治元年12月の行政官・会計官達「中太夫以下知行所有之面々並社寺領共」では、制札は府県より掲示すること、知行所村々役人進退は府県管理とし地頭差配を禁止すること、宗門人別帳は府県に提出すること、知行所年貢は府県管理とすること、領民への夫役・用金などの申し付けを禁止することの五項目が列挙され、さらにこれ以外も政務一切について府県管理とすると念を押されている。
近藤利三郎政敏という早期帰順で本領安堵されて朝臣になった草高5000石の旗本は、領地のある信濃国に伊那県が設置されると、郷村高書物御引渡目線、制割付帳、去辰皆済目録帳、去辰切支丹宗文改帳并証文、同増減帳、村々人口家数帳、寺社帳、苗字帯刀指許并手当米差遣候人銘帳など13点を県に提出している。年貢徴収に関する書類も提出しているのは領主に認められるのは収納権のみで、定免割付は県の権限だからである。
ただ、朝臣領が存在していた時期、府県は知行主の朝臣を全く無視して地方行政を行っていたわけではなく、民政にかかる必要も知行主の負担だったようである。政府は明治元年11月に朝臣に東京（一部京都）移住を命じている。幕府滅亡に際して慶喜が旗本に采地に赴いて朝命遵守を命じた関係で、朝臣は江戸定府だった旗本のころと違って地方に在国している者も多かったが、そのまま在国させておくと領主権力を振るいやすいので、朝臣を領地から引き離し、朝臣領の地方行政権の府県への移行を円滑に進める意図があったと見られる。朝臣側からは東京再移住の金の捻出が困難だったことから土着請願を出す者も多かったが、政府は旧交代寄合など特殊な朝臣家を除いて土着請願は却下している。
年貢収納権しかない朝臣とは要するに徒食者であり、この無用の徒食者たちに待っていたのは大幅な家禄削減であった。国家的課題である殖産興業と富国強兵を推進する財源を確保するには、全人口のわずか5％でありながら歳出の中で異常に高い比率を占める武士の家禄の削減・廃止は必要不可欠であった。
明治2年（1869年）12月2日の布告により禄制改革が行われ、草高30石以上の旧幕臣の朝臣を対象として家禄削減が行われた。その計算には、上損下益・累進性の削減率が採用されたことで、特に高禄者は1割以下にまで削減した草高が設定され、その2割5分を現米高として支給するという大幅な家禄削減となった（下記表を参照）。もっともこの上損下益・累進性の削減率は諸藩でも禄制改革の目安となったので旧旗本ばかりが苛酷に扱われているわけではない。
またこの布告により、本領安堵されていた朝臣の所領も府県に回収されて以降は政府の蔵米からの現米支給に切り替えられている。これにより領地を持つ旧旗本は完全に消滅した。大名家は明治4年の廃藩置県まで封建領主として存続したが、旗本はそれより早い明治2年分の貢租収納を最後として封建領主としては解体された。
またこの際に中大夫以下の称が廃止されて旧旗本は士族として一本化された。
| 元高                            | 元高                            | 新禄   |
| 草高                            | 実収 (実態はこの禄が新禄になる) | 現米高 |
| ------------------------------- | ------------------------------- | ------ |
| 9000石以上10,000石未満          | 3150石以上3500石未満            | 250石  |
| 8000石以上9000石未満            | 2800石以上3150石未満            | 225石  |
| 7000石以上8000石未満            | 2450石以上2800石未満            | 200石  |
| 6000石以上7000石未満            | 2100石以上2450石未満            | 175石  |
| 5000石以上6000石未満            | 1750石以上2100石未満            | 150石  |
| 4000石以上5000石未満            | 1400石以上1750石未満            | 135石  |
| 3000石以上4000石未満            | 1050石以上1400石未満            | 120石  |
| 2000石以上3000石未満            | 700石以上1050石未満             | 105石  |
| 1500石以上2000石未満            | 525石以上700石未満              | 90石   |
| 1000石以上1500石未満            | 350石以上525石未満              | 75石   |
| 800石以上1000石未満             | 280石以上350石未満              | 65石   |
| 600石以上800石未満              | 210石以上280石未満              | 55石   |
| 400石以上600石未満              | 140石以上210石未満              | 45石   |
| 300石以上400石未満              | 105石以上140石未満              | 35石   |
| 200石以上300石未満              | 70石以上105石未満               | 28石   |
| 150石以上200石未満              | 52.5石以上70石未満              | 22石   |
| 100石以上150石未満              | 35石以上52.5石未満              | 16石   |
| 80石以上100石未満               | 28石以上35石未満                | 13石   |
| 60石以上80石未満                | 21石以上28石未満                | 11石   |
| 40石以上60石未満                | 14石以上21石未満                | 9石    |
| 30石以上40石未満                | 10.5石以上14石未満              | 8石    |
| *実収は旧幕府の3割5分の免による |                                 |        |

もちろん新禄で朝臣が家臣団を維持するのは不可能であり、家臣団は解散となった。旧旗本家臣（東京・京都両府合わせて2万人あったといわれる）は、宮家や公家や大名家の家臣団とは異なり士族卒には編入されなかった。大名家の家臣は足軽であっても卒族を経て士族となったが、旗本家臣は、大身旗本の家老などで200石以上の禄高のような者であっても平民だった。明治3年5月末に政府は旧旗本家臣全員を対象に扶助金を支給することを布告した。扶助金の額は、戊辰戦争で官軍に従軍した出兵歴の有無、奉公の代数・期間によって決定された。具体的に以下の表のとおりである。
| 出兵有無・奉公代数期間 旧禄高 | 有3代以上        | 有2代以下 無3代以上 | 無2代 無30年以上 | 無30年未満20年以上 | 無20年未満5年以上 | 無5年未満 |
| ----------------------------- | ---------------- | ------------------- | ---------------- | ------------------ | ----------------- | --------- |
| 100俵以上                     | 500両（400両）   | 400両（320両）      | 180両（135両）   | 120両（110.4両）   | 60両（60両）      | 0両       |
| 100俵未満から80俵以上         | 400両（320両）   | 300両（240両）      | 150両（127両）   | 100両（92両）      | 50両（50両）      | 0両       |
| 80俵未満から60俵以上          | 300両（240両）   | 200両（166両）      | 120両（108両）   | 80両（73.5両）     | 40両（40両）      | 0両       |
| 60俵未満から40俵以上          | 200両（166両）   | 150両（127.5両）    | 90両（81両）     | 60両（55.2両）     | 30両（30両）      | 0両       |
| 40俵未満から20俵以上          | 150両（124.5両） | 125両（112.5両）    | 75両（69両）     | 50両（46両）       | 25両（25両）      | 0両       |
| 20俵未満                      | 150両（124.5両） | 100両（90両）       | 60両（55.2両）   | 40両（36.8両）     | 20両（20両）      | 0両       |

こうした一連の禄制改革の結果、政府財政に重くのしかかっていた旧幕臣への家禄支給は中村哲の計算によれば維新前の五分の一以下にまで圧縮することに成功したという。
諸藩でも政府の禄制改革に倣って上損下益の削減率で藩士たちの家禄の削減を断行している。明治4年（1871年）の廃藩置県で全藩が解体され、これをもって領地や所領といった概念はすべて消滅したが、大名や藩士たちの家禄は廃藩置県後も政府が引き受けることになった。そのため家禄は依然として政府の歳入の3分の1を費やす存在だった。
徴兵令が布告されて国民皆兵となると働きもせず家禄を支給され続ける穀潰しの旧武士に対する国民の風当たりはますます強くなっていく。「居候」「座食」「平民の厄介」「無為徒食」などの悪罵が続々と旧武士に投げつけられるようになり、新聞の投書や政府への建白書も家禄批判がどんどん増えていく。
それに伴って政府の家禄削減・廃止に向けた動きが強まる。明治6年には家禄税が制定され、家禄5石以上の者を対象に335段階の率に分け、高禄者ほど高率になる累進課税が行われることになった。さらに明治7年には家禄奉還制度が設けられ、家禄奉還に応じた者には現金と八分利子付の秩禄公債が半額ずつ支給された。明治8年9月には家禄が米禄から金禄に替えられ、過去三年間の平均額が支給された。
そして、いよいよ明治9年（1876年）になると、大蔵卿大隈重信が禄制の完全廃止への着手を求める提案を大蔵省として提案。大隈は、そもそも家禄なる物は旧武門政権の封建主義の中での約定でしかなく、武門政権が崩壊した今、そんな約定は紙くずも同然であることを指摘し、政府の歳入は生産振興や運輸拡充など国家有用の事業に用いられるべきであるのに、その最大の障害となっているのが歳入の3分の1を費やす家禄であることを批判する。しかしそれを無償で剥奪するわけにもいかないので政府の負債と見なして30年間で金禄公債によりこれを償却すべきことを主張した。大隈はこの提案を「有用の財を以て無用の人を養う弊を刈り、又無益な人をして有益の業に就かせることができる」ものであると表現している。ここに何らの生産もせず家禄にのみ頼って生きる人間は「無用の人」と国家機関の大蔵省からも位置付けられることになった。政府内では内閣顧問の木戸孝允が保護策も確立していない中で家禄を廃止すれば士族が困窮し国内に不融通が生じ、全国の知力も閉塞し、国家全体に与える損失は大きいとして性急な家禄廃止に反対したが、政府内で孤立していた木戸以外に大蔵省案に反対する者はなく、政府内の最大の実力者である内務卿大久保利通も大蔵省案を支持したため秩禄処分が行われることに決した。
明治9年8月の金禄公債発行条例（秩禄処分）により金禄公債と引き換えに家禄制は完全廃止となった。秩禄処分に至るまでの旗本家禄の処分の流れについて、江戸期に2700石の旗本だった仙石播磨守政相（明治以降政雄と改名）を例として見てみると、仙石は維新後に早期帰順の朝臣となり、明治2年12月2日の禄制改革で現米105石が家禄となり、明治6年の家禄税制定で105石の家禄のうち13石が徴収されて事実上92石の支給となり、明治8年に家禄の金禄化で555円68銭（92石分、一石あたり644銭）の支給に替えられ、さらに翌9年の秩禄処分で5390円70銭の金禄公債と引き換えに家禄打ち切りとなっている。
秩禄処分後にはもはや旧大名家・旧旗本家・旧藩士というだけで寝てても家禄が支給されるということはなくなり、自分自身の力で収入口を見つけねばならなくなった。旧大名家は旧公家と共に華族に再編されて皇室の取り巻きの貴族となったが、士族となった旧旗本の方は明治前期の士族特権の削除と共に事実上平民と差異のない一般人と化した。旧旗本たちは、各々自分で仕事を探し、ある者は政治家や官僚、ある者は軍人、ある者は実業家、ある者は賃金労働者、ある者は農家、ある者は文化人、ある者は聖職者、ある者は無職のまま生活困窮など、各人新たな道を歩みだしていった。

### 華族に列した旧旗本家
交代寄合のうち明治元年に戊辰戦争の戦功で政府から加増を受けたり、高直しが政府に認められたことで万石を超えて大名に列した所謂「維新立藩」をした6家、すなわち本堂親久の本堂家（8000石→常陸志筑藩1万110石）、生駒親敬の生駒家（8000石→出羽矢島藩1万5200石）、山名義済の山名家（6700石→但馬村岡藩1万1000石）、池田喜通の池田家（6000石→播磨福本藩1万573石）、平野長裕の平野家（5000石→大和田原本藩1万1石）、山崎治正の山崎家（5000石→備中成羽藩1万2746石）は、華族に列し明治17年の華族令施行と共に男爵家となっている。このうち池田家のみ経済的事情から明治27年に爵位を返上している。また維新立藩ではないが、交代寄合から岩松俊純の岩松家（120石）が南北朝時代の南朝方武将新田義貞正統の末裔と認められ、新田に復姓のうえ明治16年に華族に列し、米良則忠の米良家（5000石格の無高）も南朝方武将菊池武時正統の末裔と認められ菊池に復姓のうえ同年に華族に列し、いずれも華族令施行後男爵家に列した。他に交代寄合から菅沼定長の菅沼家（7000石）も明治3年1月に藩列請願書を出しているが、不許可となっており華族にはなれなかった。
高家からは大沢基寿の大沢家（3550石）が高直しで1万6石になったとの諸侯昇格願いを出して認められ堀江藩を立藩することで一時的に華族に列したが、明治4年（1871年）に石高偽装が発覚したため華族から士族に降格され、当主は禁固1年に処された。また中条信礼の中条家（1373石）も明治元年11月に諸侯昇格請願をしているが、不許可に終わっている。
一般旗本からは横田栄松の横田家（9500石）、水野貞尚の水野家（7233石）、岡田善長の岡田家（5300石）、能勢頼富の能勢家（4008石7斗5升2合）、池田頼誠の池田家（3000石）などが維新立藩と華族編入を狙って明治元年から明治2年にかけて万石以上になったと主張する諸侯昇格願いを出しているが、全員不許可となり、士族に編入された。また甲斐庄正光の甲斐庄家（4531石）も明治2年1月に諸侯昇格願いを出しているが、同家は他家と違い石高の多寡ではなく南朝武将楠木正成の子孫であることを理由に諸侯への昇格を求めている。直後に正光が死去し、跡を継いだ養子の正秀が諸侯昇格運動、廃藩置県後は叙爵請願運動を大正期に至るまで継続したが、系図に疑問があるとされて不許可に終わった。
一般旗本から維新立藩が認められて華族に列した家は存在しないものの、明治20年（1887年）5月9日には勲功華族として勝海舟の勝家（旗本のころの家禄は100俵）が伯爵、同年5月24日には榎本武揚の榎本家（同100俵）と大久保一翁の大久保家（同500石）、山岡鉄舟の山岡家（同100俵5人扶持）が子爵、赤松則良の赤松家（同100俵5人扶持）が男爵に叙されている。さらにその後も勲功華族として、林董の林家（同30人扶持）が伯爵に叙され、箕作麟祥の箕作家（同30人扶持）、大鳥圭介の大鳥家（同50俵3人扶持）、向山慎吉の向山家（同100俵）、目賀田種太郎の目賀田家（同691石）、平山成信の平山家（同100俵）がいずれも男爵に叙された。